# Próspero Nograles
Próspero Nograles y Castillo (Dávao, 30 de octubre de 1947-Ibidem, 4 de mayo de 2019),  fue un abogado y político filipino, que se desempeñó como presidente de la Cámara de Representantes de Filipinas entre 2008 y 2010.
Fue elegido presidente de la Cámara el 5 de febrero de 2008, siendo el primer presidente nativo de Mindanao en los cien años de historia de la legislatura filipina. Desde 1989, Nograles fue elegido en cinco mandatos como miembro de la Cámara de Representantes, en representación del primer distrito congresional de la ciudad de Dávao.   

## Primeros años
Nograles nació en la ciudad de Dávao en octubre de 1947. Completó su educación primaria y secundaria en la Universidad Ateneo de Dávao. Luego estudió en la Universidad Ateneo de Manila, obteniendo su licenciatura en Ciencias Políticas en 1967, y su licenciatura en Derecho en 1971. Ocupó el segundo puesto en el examen de barra de 1971, con un promedio de 90,95%.

## Carrera política
Nograles participó activamente en la oposición política contra el gobierno del presidente Ferdinand Marcos. Estuvo involucrado en el litigio de casos de derechos humanos durante ese período y fue un activista activo a favor de Corazón Aquino en las  elecciones presidenciales anticipadas de 1986. Después de que Aquino ganara la presidencia, Nograles buscó un escaño en la Cámara de Representantes por el primer distrito de la ciudad de Dávao. Aunque su oponente Jesús Dureza fue inicialmente proclamado ganador, Nograles asumió el escaño en la Cámara de Representantes después de una decisión favorable del Tribunal Electoral de la Cámara. Renunció a su escaño en la Cámara en 1992 para desafiar, sin éxito, la reelección del alcalde de Dávao, Rodrigo Duterte. En 1998, Nograles volvió a renunciar a su escaño en la Cámara para lanzar otra fallida candidatura a la alcaldía de Dávao; Norales perdió contra Benjamín de Guzmán, candidato respaldado por Duterte. Volvió a ganar las elecciones de 2001, y en las elecciones de 2004 y 2007 Nograles ganó sin oposición el escaño en dos nuevos mandatos consecutivos. Entre 2008 y 2010 se desempeñó como presidente de la Cámara de Representantes, durante el gobierno de Gloria Macapagal Arroyo.
Durante su paso por el Congreso, Nograles redactó 17 proyectos de ley de la Cámara y fue coautor de 85. Presidió el Comité Especial de Cumplimiento de la Ley y sus subcomité de Juegos de Azar, el Comité de Vivienda y Desarrollo Urbano y el Comité de Leyes.
En 2010 se postuló nuevamente a la Alcaldía de Dávao. En esta ocasión, se enfrentó a la Vicealcaldesa Sara Duterte, hija del entonces alcalde Rodrigo Duterte, quien se postuló para el puesto de Vicealcalde. Después de 30 años de rivalidad política entre Nograles y Duterte, finalmente se reconciliaron el 27 de noviembre de 2015, cuando Nograles anunció su apoyo a Duterte en la candidatura presidencial de 2016. 
El 15 de septiembre de 2016, se informó que los guardaespaldas de Nograles fueron asesinados por el Escuadrón de la Muerte de Dávao (DDS), cuando se postuló para Alcalde contra Duterte en 2010, cuando aún eran rivales. Nograles negó los hechos. Sin embargo, un miembro confeso del DDS llamado Edgar Matobato dijo que el grupo secuestró y asesinó a 4 simpatizantes de Nograles en Dávao Norte, por orden del entonces alcalde Duterte.
El 7 de marzo de 2017, Nograles fue acusado de cargos de "corrupción y malversación" presentados por el Defensor del Pueblo, por presunta utilización indebida de fondos de la carne de cerdo para proyectos fantasma cuando Nograles era cuidador de Misamis Oriental. La investigación del Defensor del Pueblo mostró que el Departamento de Presupuesto y Gestión liberó 47 millones de pesos del Fondo de Asistencia Prioritaria al Desarrollo (PDAF) para diversos proyectos y fundaciones fantasma. 

### Presidente de la Cámara
A principios de 2008, varios miembros del Congreso, descontentos con el liderazgo del Presidente de la Cámara de Representantes, José de Venecia, expresaron su apoyo a Nograles para que fuera el nuevo presidente. Poco después de la medianoche del 5 de febrero de 2008, la Cámara de Representantes destituyó a Venecia. Algunos minutos después, Venecia nominó a Nograles como su reemplazo. Nograles fue elegido inmediatamente después de que ningún otro Representante se postulará y que nadie objetara su elección.

## Muerte
Nograles murió el 4 de mayo de 2019. Según el informe de ABS-CBN News, su hijo, Karlos Nograles, declaró que su padre sucumbió debido a "insuficiencia respiratoria y neumonía". Sus restos fueron trasladador a Dávao en avión el 7 de mayo. El presidente Rodrigo Duterte expresó sus condolencias por el fallecimiento.